# 박상은 (탤런트)
박상은(1991년 5월 18일 ~)은 대한민국의 배우이다.

## 방송
- 2013년 tvN 《나는 M이다》- 셋째 역
- 2013년 tvN 《롤러코스터 3》 - 셋째 역

## 드라마
- 2011년 KBS2 《가시나무새》